# أنطوني شير
أنطوني شير (بالإنجليزية: Antony Sher )‏ (و. 1949 – 2021 م) هو مؤلف، وروائي، وممثل مسرحي، وممثل أفلام، وكاتب من جنوب أفريقيا، والمملكة المتحدة، ولد في كيب تاون، بدأ مشواره المهني سنة 1972.

## التعليم
تعلم في أكاديمية ويبر دوغلاس للفنون الدرامية ‏.

## جوائز وترشيحات
حصل على جوائز منها:
جوائز
- جائزة المسرح العالمي، عن عمل: تيتوس أندرونيكوس (1997)
- جائزة نقابة ممثلي الشاشة عن الأداء المتميز من قبل الممثلين في السينما [الإنجليزية]‏، عن عمل: شكسبير عاشقا (1997)
- جائزة لورنس أوليفيه لأفضل ممثل [الإنجليزية]‏ (1985)
- جائزة لورنس أوليفيه لأفضل ممثل [الإنجليزية]‏ (1997)
- جائزة لورنس أوليفيه لأفضل ممثل [الإنجليزية]‏، عن عمل: ريتشارد الثالث (1985)
- جائزة لورنس أوليفيه لأفضل ممثل [الإنجليزية]‏، عن عمل: ريتشارد الثالث (1997)

ترشيحات
- جائزة توني لأفضل ممثل في مسرحية [الإنجليزية]‏ (1997)
- جائزة لورنس أوليفيه لأفضل ممثل [الإنجليزية]‏، عن عمل: حكاية الشتاء (2000)

ترشح لـ:
- جائزة لورنس أوليفيه لأفضل ممثل  [لغات أخرى]‏، عن عمل: حكاية الشتاء (2000)
- جائزة توني لأفضل ممثل في مسرحية  [لغات أخرى]‏ (1997).

## وصلات خارجية
- أنطوني شير على موقع IMDb (الإنجليزية)
- أنطوني شير على موقع ألو سيني (الفرنسية)
- أنطوني شير على موقع أول موفي (الإنجليزية)
- أنطوني شير على موقع قاعدة بيانات برودواي على الإنترنت (الإنجليزية)
- أنطوني شير على موقع قاعدة بيانات الأفلام السويدية (السويدية)
- أنطوني شير على موقع ديسكوغز (الإنجليزية)
- أنطوني شير على موقع قاعدة بيانات الفيلم (الإنجليزية)
- أنطوني شير على موقع كينوبويسك (الروسية)